# GUCCHO
GUCCHOことTOSHIYA.Y（山口トシヤ、Toshiya Yamaguchi、3月26日 - ）は、日本の音楽家、ギタリスト、ソングライター、サウンドデザイナー、トラックメイカー、マニピュレーター、DJ、音楽プロデューサー。

## 経歴
岩手県出身の父母の元に生まれる。中学3年生（14歳）の頃よりロックに傾倒し、ギターの演奏を始めるようになる。高校時代は軽音楽部に入部し、アマチュアのバンド活動を開始。この頃からプロミュージシャンを意識し、卒業後は音楽の専門校に進学する。
その後ローディーなど下積み修行しながら、オリジナルバンドを始めるためのスタイルを模索。当時の日本ではまだ少数派だったデジタルロックの路線を展開し、音楽活動を活発化していく。
2004年に女性アーティスト「D[diː]]」のサポートギタリストを務め、芸名「TOSHIYA」の名で表舞台に出る。2007年にデジタルロック・バンド 「ATTACK HAUS」の後期メンバーとして実弟と共に加入。解散後の2009年には、エレクトロニック・ダンス・ミュージックユニット「Addy」に参加、マニピュレーターやトラックメイカーの能力を活かした様々なバンドで活動。
2010年代に入るとソングライターとして楽曲提供を始める。電子音楽の仕事ではペンネーム「KNOXX」名義で、関連アーティストの編曲・リミックス、VOCALOIDへの提供をしている。
J-POPの分野では2014年頃からペンネーム「GUCCHO」名義で、女性アイドルグループ「プリティ♡グッド」を始め、アイドルに提供を開始。特に「Task have Fun」の主要楽曲を担当してから知名度を上げ、2017年に提供した楽曲「3WD」が、同年の『アイドル楽曲大賞』インディーズ部門1位を獲得した。
その他、本来のアーティスト名「Toshiya Yamaguchi」名義で、CMやゲーム音楽、サウンドトラックなどのサウンドデザインを手掛ける。

## 人物・エピソード
小学生から付いたあだ名が、姓名の山口（ヤマグチ）に因み「グッチョ」と呼ばれていた。
弟は、ドラマーの山口実篤（バンド「ノンブラリ」などに在籍）。父親もバンド活動の経験があり、家には当たり前のように楽器やHR/HM系のCDが置かれていた環境で育った。
トラックメイカーになったのは、『バンド活動しても先が続かず、業界で食べていくためには一人で制作を完結できないと、今後は厳しいから』と語り、『形になるまで5、6年かかった』と説明している。
デジタルロックを出発点にEDMについて学び、楽曲を制作する上での根底となっている。
アイドル向けのポップスを創り始めたのは『全く知らない世界だったが、同僚がアイドルに傾倒し強制的に影響を受けた』。しかし、これまでの制作が打ち込みによる電子音楽が主だったため『いざ作曲の段階で、まともにメジャーキー（基本コード進行）で書いた経験がなかった』苦労話をしている。
数多く楽曲を提供している「Task have Fun」との関係については、『下積み時代に共に働いた女性スタッフの紹介で、事務所（Velvet management）との縁ができたから』と明かしている。
自身が選ぶ2022年時点の歌ウマアイドルでは、もなか こゆ（アンスリューム）、白岡今日花（Task have Fun）、スタンド・バイ・菜月（カイジューバイミー）、トビダセ サクラ（DEMO）を挙げている。

## ディスコグラフィ
ATTACK HAUS
- BUCK-TICK FEST 2007 ON PARADE「MY FUCKIN' VALENTINE」（2008年） - DVD

Addy
- アルバム『Futures』（2010年）
- ミニアルバム『ZIG-ZAG』（2012年）

The Groove Shadows
- V.A.「Back To Zero」（2010年）
- MP3「100 Love」（2011年）
- MP3「Agaru」（2011年）

## 楽曲提供

### Task have Fun
タスク・ハブ・ファン
- Begin the Task（ouverture）（2016年、音源化は2018年） - 作曲
- TASK（2016年） - 作編曲
- いつだって君のそばで（2016年） - 作編曲
- 部屋の中の天使（2016年） - 作詞・作編曲
- ロラロラコースター（2016年） - 作編曲
- ギュッと、チュッと（2017年） - 作詞・作編曲
- 全開!Teenage Riot!!（2017年） - 作詞・作編曲
- 3WD（2017年） - 作詞・作編曲
- ふぁんふぁんエブリデイ（2017年） - 作詞・作編曲
- 幻想セレナーデ（2017年） - 作詞・作編曲
- キミなんだから（2018年） - 作詞・作編曲
- 「キメ」はRock You! （2018年） - 作編曲
- ラブグリッター（2018年） - 作編曲
- けどハニカミ（2018年） - 作編曲
- 彗星のステージ（2018年） - 作編曲
- インダ ビュリフォデイ（2019年） - 作編曲
- Hi・Ra・Ri（2019年） - 作編曲
- ルミナストレイン（2020年） - 作編曲
- BABYLONIA（2021年） - 作詞・作編曲
- 背徳的カタオモイ（2022年） - 作詞・作編曲

熊澤風花
- Pumping Love（2018年） - 作編曲

### アーティスト
i.trainee
- Post-idol（2019年） - 作編曲[6]

あまいものつめあわせ
- すぃ〜ちゅパラダイス（2023年） - 作詞・作編曲
- 超絶あまつめ流星群（2023年） - 作詞・作編曲
- おねだりゲーム（2024年） - 作詞・作編曲
- 恋の女神様っ！（2024年） - 作詞・作編曲

アンスリューム
- 乱舞LOんVE乱武（2023年） - 作編曲

m-flo
- RUN（2013年） - リミックス

君の隣のラジかるん
- 神ラジWonder Land（2020年） - 作編曲

きゃわふるTORNADO（現: Symdolick） 
- ツキミツドキ（2017年） - 編曲
- Overture（2017年） - 作編曲
- 撮可のうた 〜SEASON 1〜（2018年） - 編曲

クマリデパート
- YESモチFEVER（2021年） - 作編曲[7]

CROWN POP
- HARE BARE（2020年） - 作編曲[8]
- Cross over（2020年） - 作編曲
- Make me happy（2020年） - 作編曲

Glim Assembler
- SUMMER恋☆レインボー（2023年） - 作編曲

倖田來未
- WHO（2018年） - リミックス

KOTO
- プラトニックプラネット（2018年） - リミックス

櫻井優衣
- 限χDreamer（2018年） - 作詞・作編曲

G☆Girls
- ダイヤモンドラブ（2017年） - 編曲
- FURACHI（2017年） - 編曲
- 熱っ波っ波（2017年） - 編曲
- TOKYOシンデレラ（2017年） - 編曲

シャニムニ＝パレード
- 未完成系（2022年） - 作編曲

祝福!ちゅあしぃ
- 中華！SE（2022年） - 作曲
- 恋のワクチン！副反応（2022年） - 作編曲

苺☆シアター（Strawberry Theater）
- 妄想マジカルトラベル（2014年） - 作詞・作編曲

ツイン♪ツイン
- 大人ビターチョコレート（2015年） - 作詞・作編曲

ドラマチックレコード
- アガル！ガルッ！Girl（2022年） - 作詞・作編曲
- シャッターチャンス（2022年） - 作編曲
- 生きて存在証明（2022年） - 作詞・作編曲
- 姫君センセーション（2023年） - 作編曲

n.（nao）
- Umbrella（2020年） - 編曲
- 明日（2021年） - 編曲
- I am…（2021年） - 作編曲

notall
- 白黒つけてよ恋の天下一舞踏会 〜あーだこーだ言われてもそーだそーだというのがパンダ〜（2018年） - 編曲

プリティ♡グッド
- ドキドキ☆シュークリーム（2014年） - 作編曲
- 恋のイジワル（2014年） - 作詞・作編曲
- またねっ。（2015年） - 作編曲
- XOXO〜キスキス 一途な恋したい〜（2015年） - 作編曲
- サンキュ♪（2015年） - 作編曲
- Zutto（2015年） - 作詞・作編曲
- きらめきメリーゴーラウンド（2015年） - 作詞・作編曲

Magical Ban☆Bang
- マジカル☆ドリーム（2015年） - 作編曲

桃色革命（現: momograci）
- 桃レボ・レッドゾーン!（2018年） - 作詞・作編曲
- アドベンチャっス!（2021年） - 作編曲

YUENI
- YUENI START（2021年） - 作編曲
- YAだっ! MAだっ! MAダッ!（2021年） - 作編曲
- ごめんなさぃ…（2021年） - 作編曲
- 緘黙コントロール（2021年） - 作編曲
- い〜の（2021年） - 作編曲
- イトヲカシ（2021年） - 作編曲
- 烏龍ワンッだー（2021年） - 作編曲
- キミとミライ（2022年） - 作編曲
- 天真爛漫インフィニティー（2022年） - 作編曲
- アフヌン女子征服計画（2022年） - 作編曲
- きらめくザ・ワールド！（2022年） - 作編曲

RIO
- 奇しい絆〜The Unconventional〜（2015年） - リミックス

### サウンドトラック
- A exercise（2014年）
- May J. ＆ Ryon2 ビューティー・ボイストレッチ（2014年）
- TRF EZ DO DANCERCIZE 〜avex 30th Special Edition〜（2018年）

### ボカロ / アニメ / ゲーム音楽
- CIRCUIT BEATS「DREAMER'S HIGH」（2015年） - 作編曲
- VOCALO EDM SUPER HITS「恋愛裁判 feat. 柊優花」（2015年） - 編曲
- ソーシャルゲーム「ヴァンパイア†ブラッド」（2018年） - 編曲
- MY NEW GEAR presents 電音部 REMIX 11（2023年）
  - 白金煌 / No More (feat.Rheason Love & Tomoyuki Hirakawa) - リミックス
- ヤマハ VOCALOID6 専用ボイスバンク「符色」デモソング（2023年）
- femme fatale「だいしきゅーだいしゅき」天ノ譜ステラ×香鳴ハノン（2023年）

### CM / ほか
- NTTアイレック技建 TVCM「たてものがたり篇」（2014年）
- YAMAHA「Music Remixer」（2015年） - 作編曲
- iDENT+「3D PRINT MOUTH GUARD」（2015年） - 作編曲
- TWICE「TWICE POPUP STORE “Twaii’s Shop”」Teaser Movie BGM（2019年） - 作編曲
- THANK YOU CLAP -DEAR JAPAN PROJECT-（2020年） - 作編曲